# Copenhague
Copenhague (en danés: København pronunciado [kʰøb̥m̩ˈhɑʊ̯ˀn] (escucharⓘ)) es la capital y la ciudad más poblada de Dinamarca, con una población urbana de 1 391 205 y una población metropolitana de 1,99 millones de habitantes para 2024. Está situada en la costa oriental de Selandia, a 28 km de Malmö (Suecia), y a 164 kilómetros (102 mi) de Odense. La ciudad se extiende por partes de la isla de Amager y también contiene el enclave del municipio de Frederiksberg. Fue premiada con el título Capital Verde Europea en 2014.
Originalmente un pueblo vikingo de pescadores, fundado en el siglo X, Copenhague se convirtió en la capital de Dinamarca a principios del siglo XV. Durante el siglo XVII, bajo el reinado de Cristián IV, se convirtió en un importante centro regional, consolidando su posición como capital del Reino de Dinamarca y Noruega con sus instituciones, defensas, y fuerzas armadas. Tras sufrir los efectos de plagas e incendios en el siglo XVIII, la ciudad vivió una etapa de remodelación que incluyó reformas del prestigioso barrio de Frederiksstaden y de instituciones culturales como el Teatro Real y la Real Academia de Bellas Artes. 
Después de diferentes desastres en el siglo XIX, cuando Horatio Nelson atacó la flota danesa y bombardeó la ciudad, las reconstrucciones durante la Edad de Oro danesa trajeron un nuevo estilo neoclásico a la arquitectura kobmendense. Más tarde, tras la Segunda Guerra Mundial, el Proyecto de los Dedos fomentó la creación de viviendas y negocios a lo largo de las cinco rutas ferroviarias urbanas que se extienden hacia fuera desde el centro de la ciudad.
La historia de Copenhague se remonta a alrededor del año 800, cuando surge en torno a un pequeño pueblo de pescadores. Desde el año 1300 se convirtió en la capital de Dinamarca en detrimento de Roskilde, un estatus que la ciudad ha mantenido desde entonces. En la actualidad, Copenhague alberga alrededor del 20% de la población de Dinamarca. Después de una crisis económica, la ciudad ha experimentado en los últimos diez años un importante progreso económico y cultural, y es ahora más fuerte tanto a nivel nacional como internacional.
La ciudad es sede de una serie de grandes empresas e instituciones culturales: AP Moller-Maersk, Carlsberg, Park, el Museo Nacional, la Ópera y el teatro del Rey.

## Etimología
| Consejo Nórdico                   |
| Agencia Europea de Medio Ambiente |

En el momento de su fundación, poco después del año 1000, fue bautizada con el sencillo nombre de havn, que en danés significa 'puerto' o 'muelle', que dio lugar a la forma latina Hafnia, de la cual deriva el nombre del elemento hafnio. Con el tiempo el nombre se hizo más complicado, dando lugar a 'La bahía de los mercaderes', o Købmandshavn, nombre que derivó en København ('puerto del mercado'). Este nombre, derivado de la forma alemana Kopenhagen y castellanizado, es Copenhague.

## Historia

### Historia temprana
Aunque los primeros registros históricos de Copenhague están datados a partir de finales del siglo XII, recientes hallazgos arqueológicos relacionados con el trabajo en el metro de la ciudad han revelado los restos de la mansión de un gran verdador al lado de la actual Kongens Nytorv, fechado alrededor del año 1020. Excavaciones en Pilestræde también han llevado al descubrimiento de un pozo de finales del siglo XII, y los restos de una iglesia antigua con tumbas datadas en el siglo XI han sido descubiertos entre Strøget y Rådhuspladsen. Estos hallazgos apuntan a que los orígenes de Copenhague se remontan al menos hasta el siglo XI, mientras que otros descubrimientos de herramientas de piedra en el área de la ciudad proporcionan evidencias de asentamientos en la Edad de Piedra. Muchos historiadores creen que la ciudad data del final de la época vikinga, y fue posiblemente fundada por Svend I Forkbeard. El puerto natural y las grandes poblaciones de arenques parecieron haber atraído a pescadores y comerciantes de la zona a la ciudad estacionalmente desde el siglo XI, y, más permanentemente, a partir del siglo XIII. Las primeras viviendas fueron probablemente centradas alrededor de Gammel Strand (literalmente "costa vieja") en el siglo XI o incluso antes.

### Absalón, señor de Copenhague
En los años cercanos a 1100, Copenhague asumió cada vez más importancia y la ciudad se fortificó. La Iglesia católica erigió catedrales en Roskilde y en Lund (en lo que hoy es Suecia), hecho que sentó las bases para un mayor desarrollo de los centros regionales. Copenhague se encuentra a mitad de camino entre las dos ciudades, lo que aumentó el tráfico y comercio por el asentamiento.
El primer escrito mencionando la ciudad se remonta al siglo XII, cuando Saxo Grammaticus en la Gesta Danorum se refiere a Copenhague como Mercatorum Portus, que se traduce como puerto de comerciantes o, en danés de la época, Købmannahavn. En una carta de 1186, el papa Urbano III se refiere a la ciudad como Hafn, pero probablemente solo sea versión reducida del nombre completo. El nombre actual se deriva de la vieja versión danesa.
En torno a 1160 Valdemar dio el control de Copenhague a Absalón, el obispo de Roskilde. Considerando que otras ciudades del reino danés estaban bajo el gobierno del rey, Copenhague se cedió al obispo de Roskilde para ser su señor y maestro.
Durante los años siguientes, la ciudad creció diez veces en cuanto a tamaño se refiere. Se fundaron nuevas iglesias y abadías. La economía aumentó debido a los ingresos procedentes de un gran comercio de pesca del arenque, que proporcionó a gran parte de la Europa católica, el arenque salado para la Cuaresma.

### Plena y Baja Edad Media

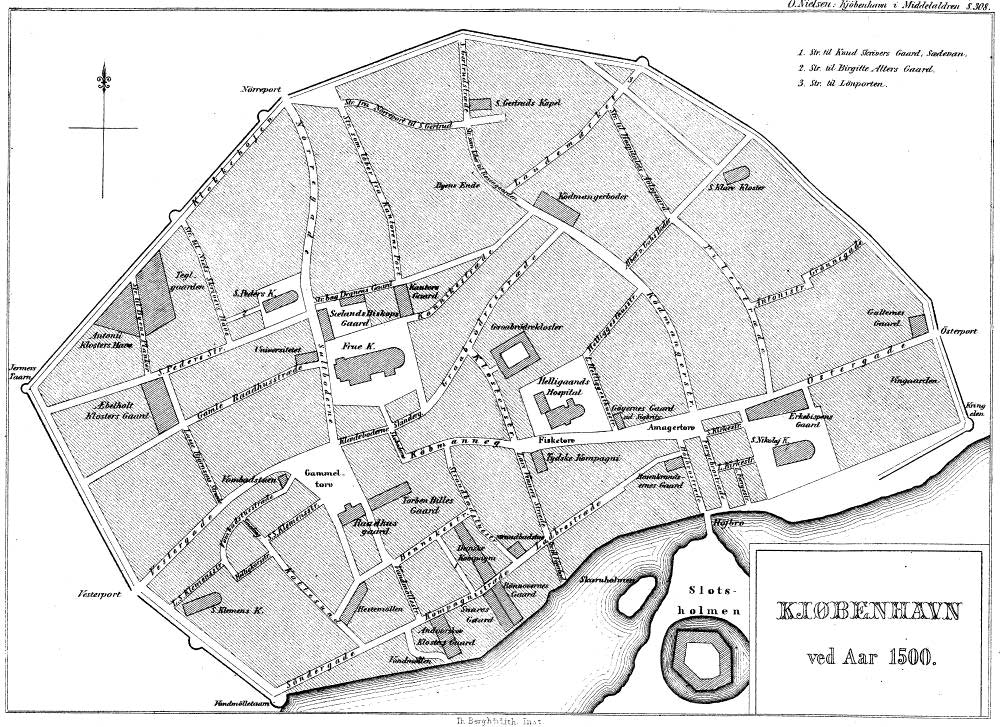
Reconstrucción de Copenhague alrededor del 1500.

Copenhague está situado en el punto más importante entre el mar Báltico y el norte de la rica Alemania, esto le permite ser un centro de comercio importante, un lugar donde confluyen poder y riqueza y esto supone una amenaza para su propia existencia. La ciudad fue fortificada con una muralla de piedra en el siglo XIII, y sobre el 1290 hasta mediados del siglo XIX todo el tráfico de entrada y salida de Copenhague tuvo que pasar a través de una de las cuatro puertas de la muralla. Aunque varias ciudades danesas tenían murallas en aquel momento, la mayoría de ellas eran murallas de tierra empalizadas, posiblemente, en la parte superior y con un foso. Copenhague es la segunda ciudad danesa, después de Kalundborg en ser fortificada con muralla y torres. Este hecho es un factor que indica su importancia en aquel momento de la historia.
A pesar de su sistema de defensas, en el siglo XIV la ciudad fue saqueada y destruida dos veces en el marco de la guerra danesa-hanseática (en ambas ocasiones sin presentar batalla a nivel importante). El primer episodio tuvo lugar en 1362, cuando una flota hanseática saqueó la ciudad (causando graves daños) estando en camino para presentar batalla en Helsingborg (en la que perdería ante los daneses). Un año después, en junio de 1363, el heredero a la corona danesa, el duque Cristóbal de Lolland, moriría Copenhague a causa de una enfermedad o por sus lesiones. El 4 de abril de 1368, en la segunda etapa de la guerra, la ciudad fue uno de los objetivos principales de las tropas enemigas, siendo atacada por la potente flota de la Confederación de Colonia. La batalla fue corta y el día siguiente sufrió uno de los saqueos más violentos de la historia de la región, que acabó con la ciudad en ruinas y su puerto, como también el castillo de Absalón, completamente destruidos.
Sin embargo, Copenhague y la isla de Selandia quedarían en manos danesas tras la guerra. El rey danés trató de tener el control de la ciudad en detrimento del obispo. La corona logró su objetivo en 1416, cuando Eric de Pomerania asumió el control de la ciudad. Desde entonces, Copenhague pertenece a la Corona de Dinamarca.
A pesar de siglos de luchas y guerras por el poder, la ciudad sigue creciendo y haciéndose más rica. Copenhague mantuvo un comercio muy dinámico con amigos y enemigos por igual. Llegaron a la ciudad comerciantes extranjeros. Se establecieron gremios de artesanía. En 1479 se fundó la Universidad de Copenhague.
Debido a la invención de los cañones, en 1581 se realizó la mayor ampliación de las murallas de la historia de la ciudad. Esta ampliación fue supervisada por Christopher Valkendorf.

### Renacimiento
En el momento de la coronación de Cristián IV de Dinamarca en 1596, Copenhague se convirtió en una ciudad rica y poderosa. El nuevo rey decidió hacer de la ciudad un sitio estratégico importante desde el punto de vista económico, militar, religioso, y centro cultural para el conjunto de la región nórdica. El rey concedió los primeros derechos a empresas para tener la exclusividad para comerciar con países de ultramar. Con el fin de restringir las importaciones, se crearon fábricas para que el país pudiera fabricar el mayor número posible de los bienes por su cuenta, para minimizar la dependencia con terceros.
Cristián IV amplió Copenhague con dos nuevos distritos: Nyboder (Nueva Stands) pensado para el gran número de personal de la Armada y de los mercaderes y el distrito Christianshavn (Puerto cristiano), realizado tomando como modelo Ámsterdam. La ampliación vino acompañada de más fortificaciones y bastiones para aumentar su seguridad.
Además de las nuevas ampliaciones en cuanto a superficie ocupada, Cristián IV encargó la construcción de nuevos grandes edificios a arquitectos alemanes y neerlandeses para mejorar así el prestigio de la ciudad. Hasta el día de hoy, aquellos edificios de nueva creación han marcado el paisaje urbano de Copenhague.
En el momento del fallecimiento de Cristián IV en 1648, Copenhague ya se había convertido en la principal fortificación y puerto naval de Dinamarca, siendo el centro administrativo del reino de Dinamarca y un importante centro comercial del norte de Europa.

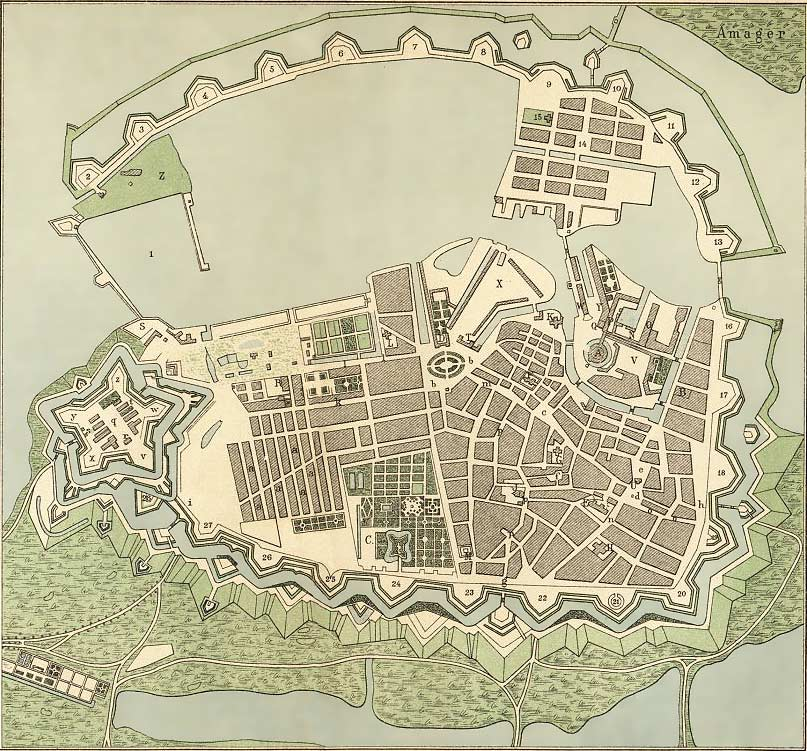
Copenhague en 1728.

Durante 1658–1659 la ciudad resistió un ataque por parte de los suecos bajo la dirección de Carlos X Gustavo de Suecia.

### SigloXVIII
En julio de 1700, Copenhague se vio sometida a un bombardeo de la armada sueca, aunque la ciudad no sufrió daños significativos. Desde junio de 1711 hasta marzo de 1712 una plaga de peste causó la muerte de alrededor de un tercio de la población.
En 1728 se produjo un incendio que afectó a cerca de un tercio de la ciudad, concretamente la parte norte. El incendio duró cuatro días y ardieron 1600 viviendas y 5 iglesias. Cristián VI desmontó el antiguo castillo de Copenhague entre 1731 y 1732 con la intención de reemplazarlo por el palacio de Christiansborg. Fue, sin embargo, durante el reinado de Federico V, cuando se construyó el Palacio de Amalienborg, en el centro de Copenhague: en el barrio de Frederiksstaden.
En los últimos años del siglo XVIII, la riqueza generada por el comercio de Copenhague llegó a su nivel más alto. A pesar de un nuevo incendio en 1795, que destruyó alrededor de la cuarta parte de la ciudad y dejó sin hogar a 3500 habitantes, el daño fue reparado con relativa rapidez y la mayor parte de la ciudad fue reconstruida antes del cambio de siglo.

### SigloXIX

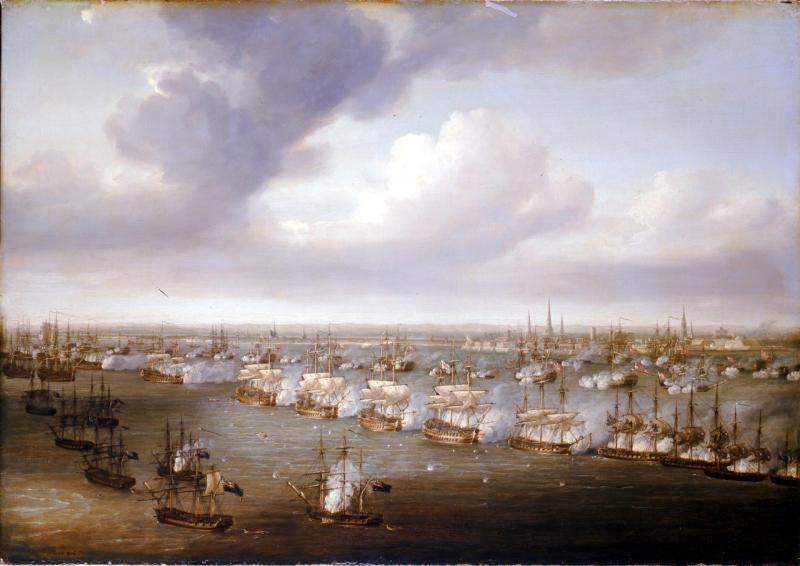
Batalla de Copenhague en 1801.

El 2 de abril de 1801 se produjo la primera batalla de Copenhague contra una flota británica al mando del almirante Sir Hyde Parker y vicealmirante Horatio Nelson. Años más tarde, fuerzas de tierra británicas sitiaron Copenhague en agosto de 1807 y una fuerza expedicionaria británica bombardeó la ciudad desde el día 2 de septiembre hasta el 5 de septiembre. El motivo del ataque fue impedir la entrega de la flota de Dinamarca a Napoleón. La ciudad sufrió grandes daños, alrededor de 300 casas fueron destruidas y las bajas ascendieron a unas 1600 personas. La devastación fue tan grande debido a que la defensa de Copenhague estaba basada en armas antiguas, mientras que la artillería británica que produjo ese bombardeo tenía un mayor poder de fuego.
Las secuelas políticas del conflicto hicieron estragos en la política de la ciudad y la nación. A pesar del apogeo que acompañó los últimos 25 años a la ciudad, los siguientes 25 años se convirtieron en un período de pobreza. Sorprendentemente, fue el momento en que la ciencia, la literatura y el arte florecieron. Tras la Revolución de julio de 1830 el movimiento liberal y nacional danés cobró impulso y, después de las revoluciones europeas de 1848, Dinamarca se convirtió en una monarquía constitucional el 5 de junio de 1849. El 1 de enero de 1840, la Copenhague municipal obtuvo una nueva constitución, que pronto se amplió el 4 de marzo de 1857.

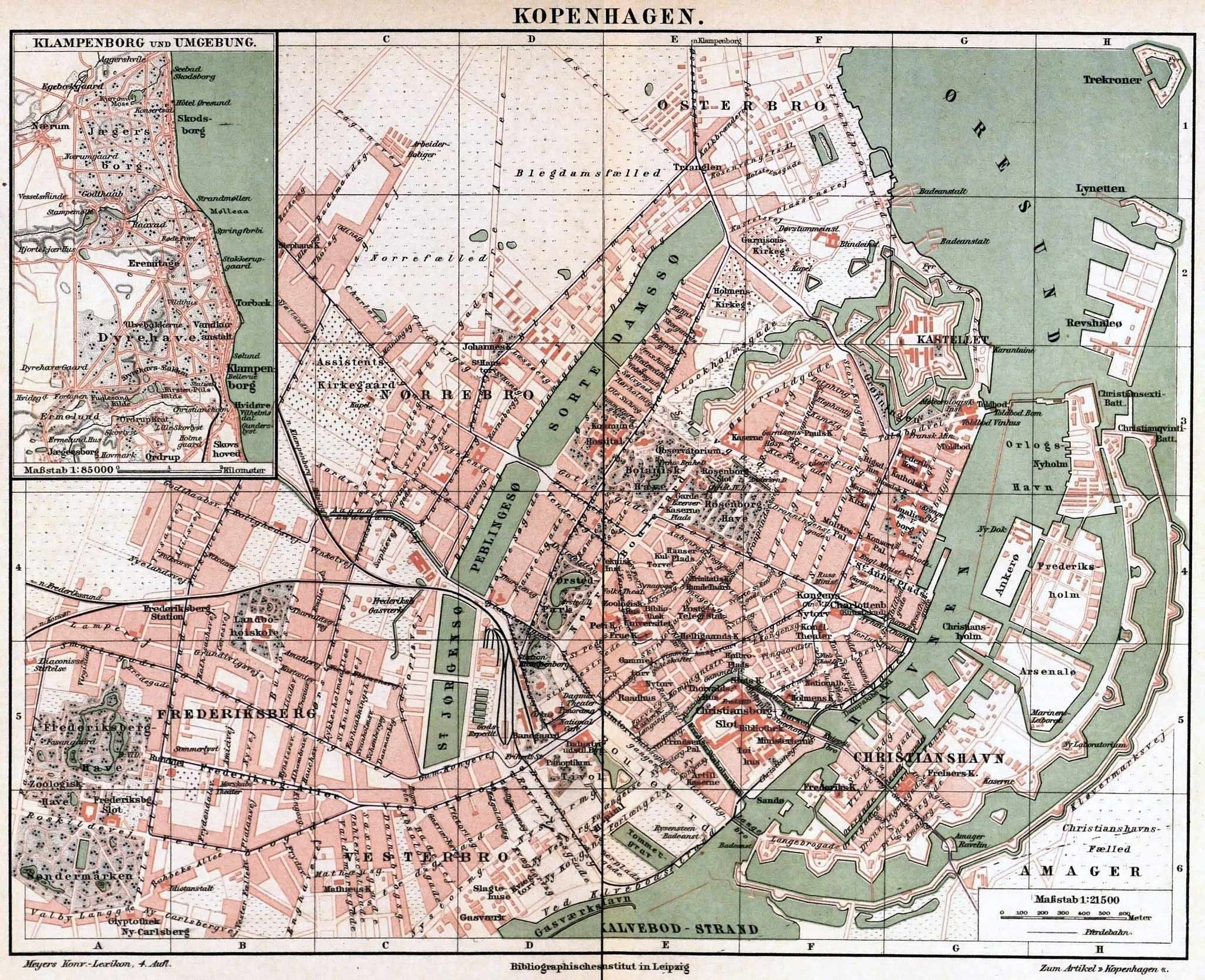
Copenhague alrededor de 1888.

Aproximadamente al mismo tiempo, se abrieron las murallas de la ciudad para permitir la construcción de nuevas viviendas, edificadas alrededor de los lagos ("Søerne"), que limitan con el antiguo sistema de defensa hacia el oeste. Este espectacular aumento del espacio era necesario desde hacía tiempo, no solo porque la antigua muralla utilizada como sistema de defensa había quedado desfasada, sino también debido al mal saneamiento de la ciudad vieja. La zona que quedaba en el interior de las murallas tenía una población constante desde el reinado de Christian IV, pero la población se había cuadruplicado, los edificios se habían convertido en talleres y sus habitantes vivían en menos espacio. Mediante la flexibilización de la línea de demarcación presente a causa de la construcción de una defensa completa, se dio libertad para la construcción fuera de los lagos en 1852.
Este hecho causó un considerable crecimiento en los barrios de Nørrebro, Vesterbro y Frederiksberg. Un nuevo barrio surgió entre 1861 y 1877 en la isla de Holmen Gammelholm, utilizada como base naval que anteriormente estaba en Nyholm, y en gran parte de Nyboder, que cambiaron el perfil para ser residencias ordinarias. En 1868 se decidió eliminar las murallas y en 1872 se ampliaron las zonas residenciales. En 1894 se construyó un nuevo puerto en Frihavn y se fundó el barrio que se extiende hacia Hellerup.
Tras la Segunda Guerra de Schleswig en 1864, cuando Dinamarca perdió un tercio de su superficie, se decidió el reemplazo de la vieja muralla por una nueva Fortificación de Copenhague.

### SigloXX
Durante la Segunda Guerra Mundial, Copenhague fue ocupada por las tropas alemanas junto con el resto del país a partir del 9 de abril de 1940. La ocupación duró hasta el 4 de mayo de 1945.
En agosto de 1943, cuando el gobierno en turno se derrumbó por la ocupación, varios navíos fueron hundidos en el puerto de Copenhague por la Marina Real de Dinamarca para evitar que fueran utilizados por los alemanes. Durante el bombardeo de la Shellhouse, la sede de la Gestapo, el 21 de marzo de 1945 por aviones británicos, la Escuela Francesa de Frederiksberg fue bombardeada por error y provocó la muerte de muchos niños.
La ciudad continuó creciendo mucho después de la guerra; en los años setenta se utilizó el sistema llamado "cinco dedos de la mano" y se empezaron a conmutar líneas ferroviales por la ciudad y sus suburbios.
En 1992 se inició la construcción del Metro de Copenhague y en 1993 se desarrolló una nueva área de la ciudad, la Ørestad, que comienza en la isla de Amager. El metro se unió como transporte público en 2002.

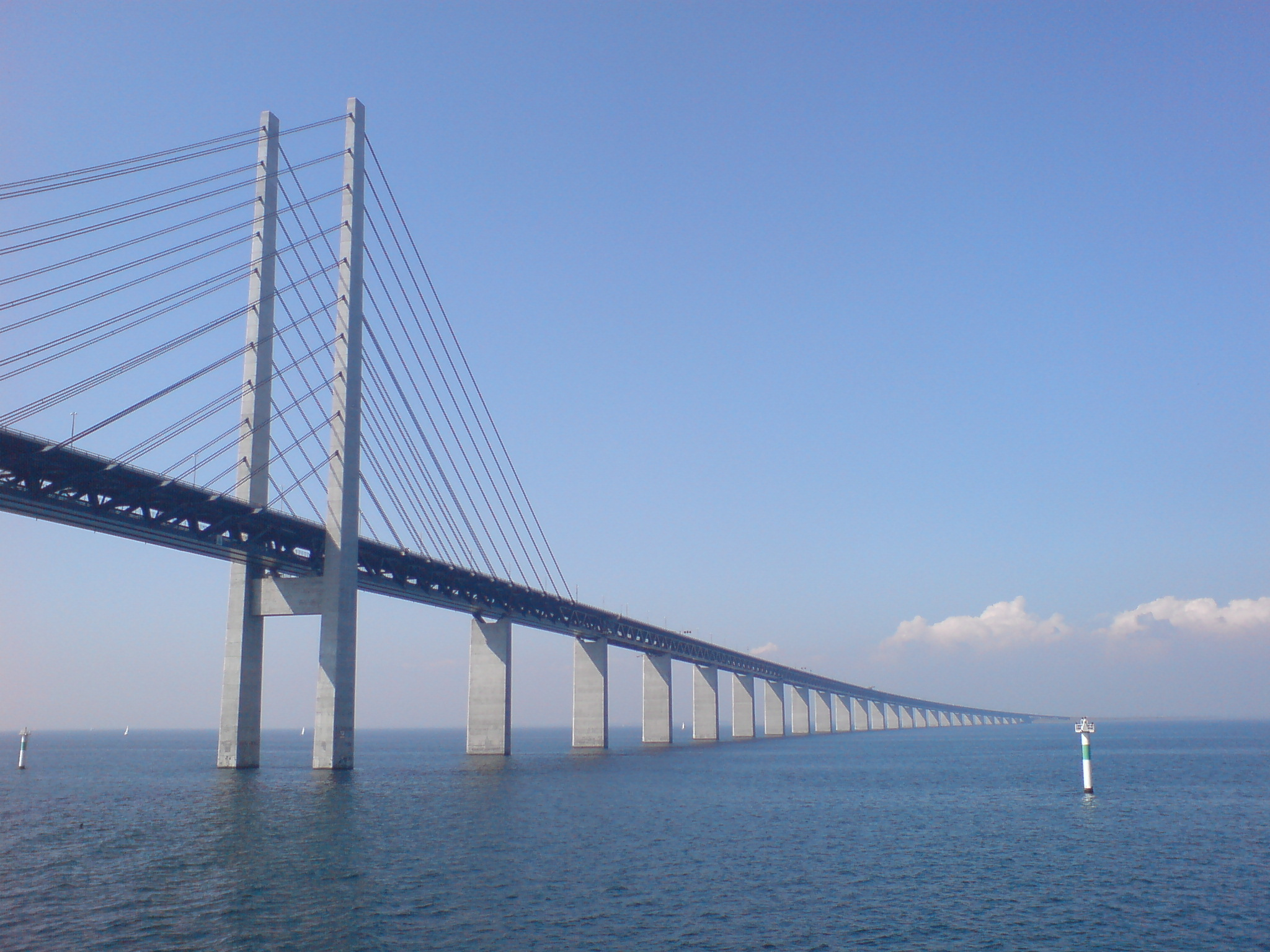
Puente de Øresund, conecta Copenhague con Malmö, Suecia.

Desde el verano de 2000, las ciudades de Copenhague y Malmö en Suecia están conectadas mediante un puente de peaje, el puente de Oresund, que permite cruzar de lado a lado tanto al transporte de pasajeros por ferrocarril, como por carretera. El puente fue inaugurado el 1 de julio de 2000 por el rey Carlos XVI Gustavo de Suecia y por Margarita II de Dinamarca. Como resultado de ello, Copenhague se ha convertido en el centro de una gran área metropolitana que se extiende por ambas naciones. La construcción del puente ha dado lugar a una gran cantidad de cambios en el sistema de transporte público y de la amplia renovación de Amager, en el sur de la ciudad principal. La utilización del puente por parte de los automovilistas no ha sido tan grande como se esperaba, probablemente debido al alto coste del peaje; además, por otra parte, existe un gran número de trenes de pasajeros. Un obstáculo para la integración de las dos regiones es el hecho que los dos países usan monedas diferentes al no haber adoptado ninguno el euro como moneda única.

## Economía
Copenhague es un centro de negocios y ciencia, no solo para Dinamarca, también en la Región del Oresund y Escandinavia. De esta forma, Hovedstaden tiene la mayor renta per cápita y el mayor crecimiento económico de toda Dinamarca en 2005. En una encuesta de 2006 de las ciudades más ricas del mundo, Copenhague estaba en la tercera posición, y junto con Oslo, la capital de Noruega los sueldos más altos eran pagados en Copenhague, aunque los elevados impuestos reducían significativamente esos sueldos después de las deducciones obligadas. Además, Copenhague aparece en numerosas encuestas como una de las ciudades más caras en el mundo.
Muchas compañías internacionales han establecido sus oficinas centrales regionales en Copenhague, por ejemplo: Microsoft o Maersk.
De igual manera destaca su participación en el sector de la biotecnología, comenzando con la casa-academia de la cervecería «Carlsberg» que motiva a los científicos más destacados de la región, al desarrollo e investigación en el ramo; razón por la cual se han instalado compañías dedicadas a dicha ciencia en el sureste de Copenhague. Lugar que es conocido como el "silicon valley" de la medicina, donde se encuentran compañías tales como Novo Nordisk, Novozymes, Coloplast; además cabe mencionar la notable producción de insulina a nivel mundial que ahí se lleva a cabo.

## Geografía

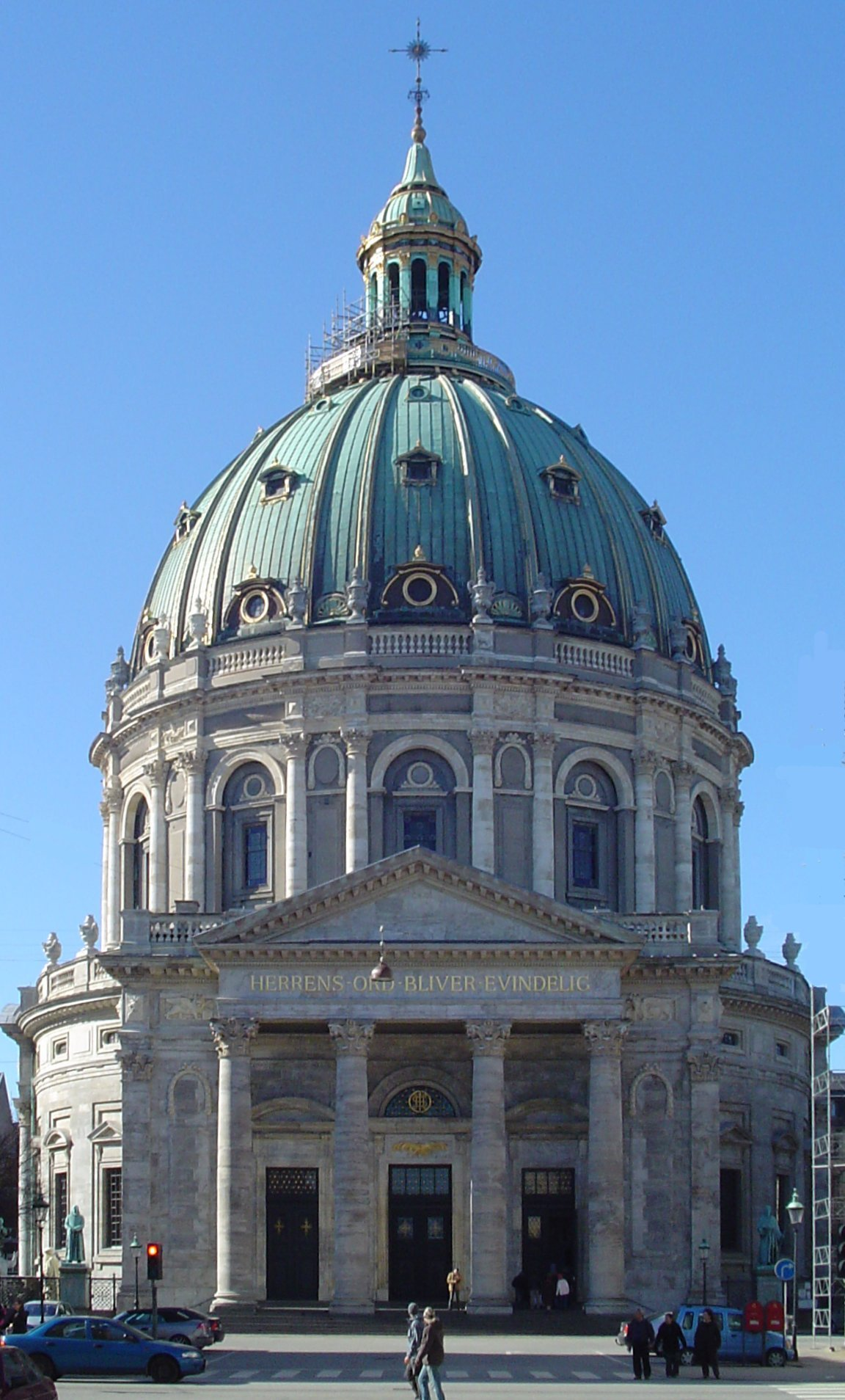
La Iglesia de Mármol de Copenhague

Copenhague está situado en la costa oriental de la isla de Zealand (Sjælland) y, en parte, en la isla de Amager. Copenhague enfrenta el Øresund al este, el estrecho de agua que separa Suecia de Dinamarca, y que conecta el mar del Norte con el mar Báltico. Por el lado de la costa sueca, enfrente de Copenhague, se encuentran las ciudades de Malmö y Landskrona.
Copenhague es también una parte de la región de Øresund, que consiste en la parte oriental de Zealand en Dinamarca y la parte occidental de Escania en Suecia.
Tiene una altitud media de 20.1 m s. n. m., con una máxima de 24 m s. n. m. y una mínima de 0 m s. n. m.

### Clima

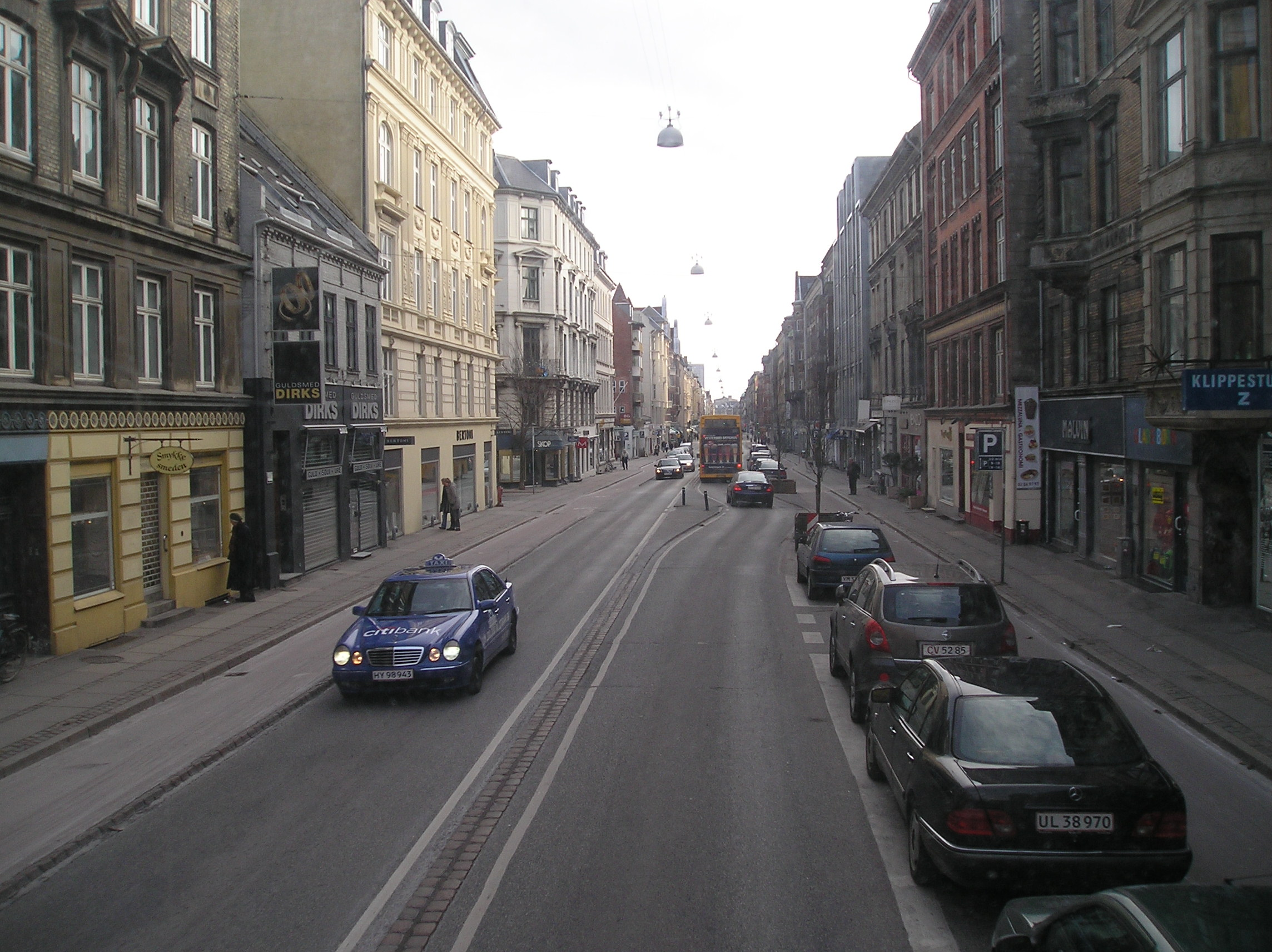
Gammel Kongevej, calle de Copenhague.

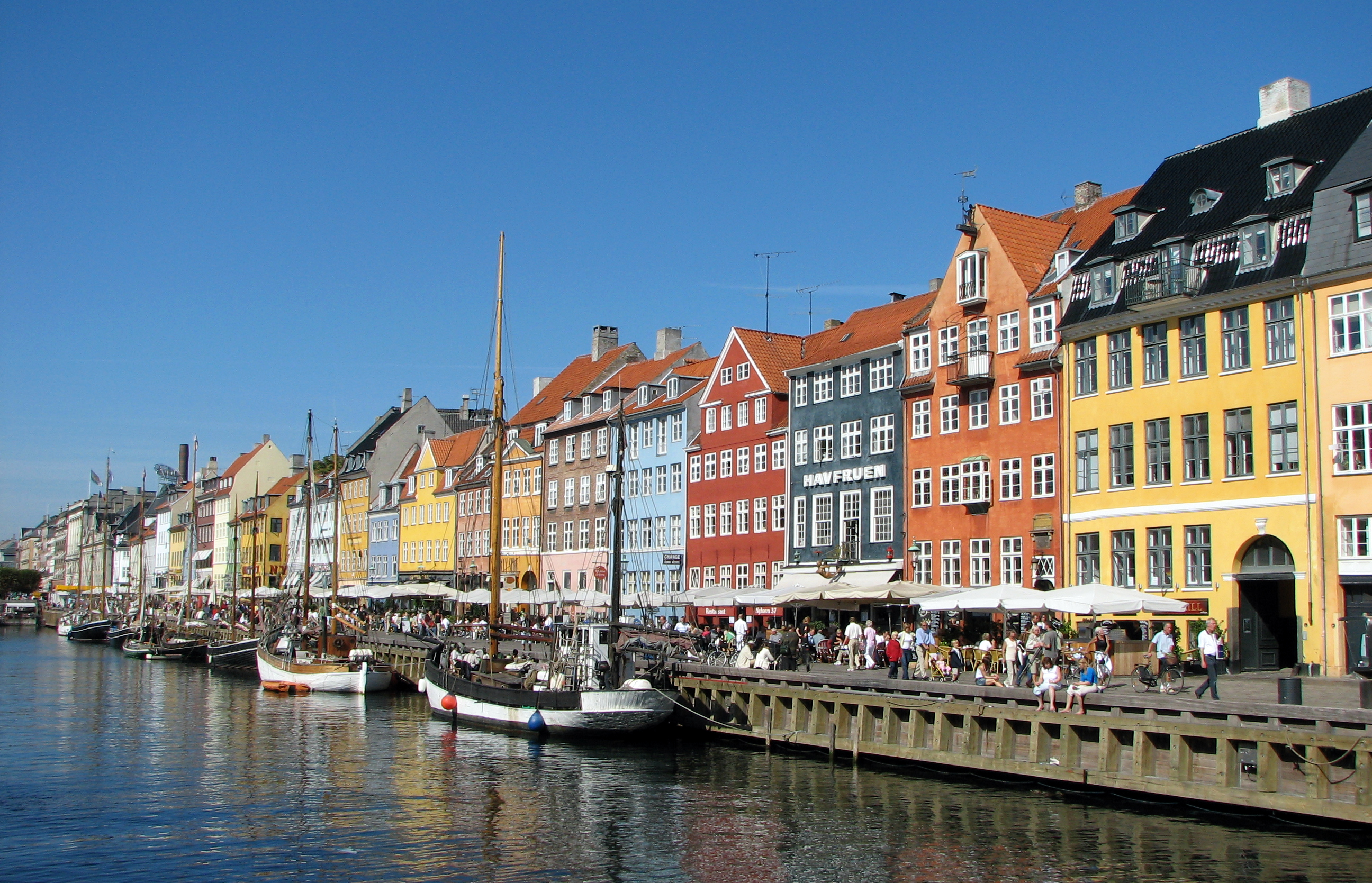
Nyhavn en Copenhague

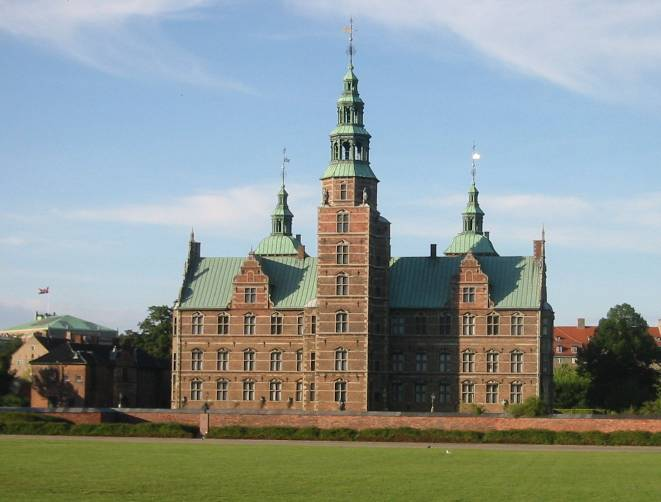
El castillo-palacio de Rosenborg.

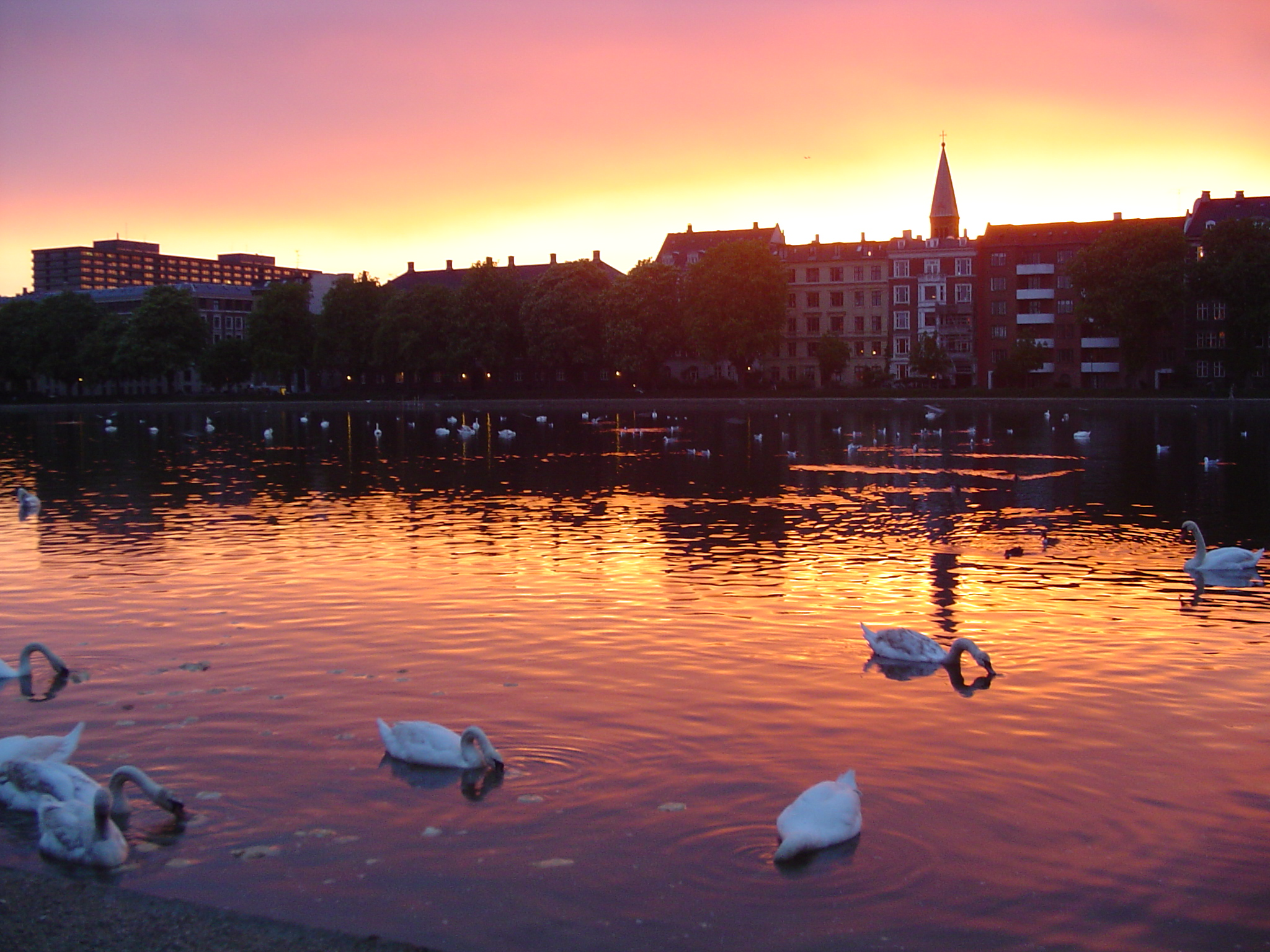
Vista desde los lagos de Søerne.

| Parámetros climáticos promedio de Copenhague desde 1709 (Danemark) | Parámetros climáticos promedio de Copenhague desde 1709 (Danemark) | Parámetros climáticos promedio de Copenhague desde 1709 (Danemark) | Parámetros climáticos promedio de Copenhague desde 1709 (Danemark) | Parámetros climáticos promedio de Copenhague desde 1709 (Danemark) | Parámetros climáticos promedio de Copenhague desde 1709 (Danemark) | Parámetros climáticos promedio de Copenhague desde 1709 (Danemark) | Parámetros climáticos promedio de Copenhague desde 1709 (Danemark) | Parámetros climáticos promedio de Copenhague desde 1709 (Danemark) | Parámetros climáticos promedio de Copenhague desde 1709 (Danemark) | Parámetros climáticos promedio de Copenhague desde 1709 (Danemark) | Parámetros climáticos promedio de Copenhague desde 1709 (Danemark) | Parámetros climáticos promedio de Copenhague desde 1709 (Danemark) | Parámetros climáticos promedio de Copenhague desde 1709 (Danemark) |
| Mes                                                                | Ene.                                                               | Feb.                                                               | Mar.                                                               | Abr.                                                               | May.                                                               | Jun.                                                               | Jul.                                                               | Ago.                                                               | Sep.                                                               | Oct.                                                               | Nov.                                                               | Dic.                                                               | Anual                                                              |
| ------------------------------------------------------------------ | ------------------------------------------------------------------ | ------------------------------------------------------------------ | ------------------------------------------------------------------ | ------------------------------------------------------------------ | ------------------------------------------------------------------ | ------------------------------------------------------------------ | ------------------------------------------------------------------ | ------------------------------------------------------------------ | ------------------------------------------------------------------ | ------------------------------------------------------------------ | ------------------------------------------------------------------ | ------------------------------------------------------------------ | ------------------------------------------------------------------ |
| Temp. máx. abs. (°C)                                               | 11.8                                                               | 15.8                                                               | 20.8                                                               | 26.2                                                               | 28.5                                                               | 32.7                                                               | 33                                                                 | 33.8                                                               | 29.8                                                               | 23.2                                                               | 16.6                                                               | 12.8                                                               | 33.8                                                               |
| Temp. máx. media (°C)                                              | 3.1                                                                | 3.3                                                                | 5.9                                                                | 10.7                                                               | 16.3                                                               | 19.5                                                               | 21.5                                                               | 21.5                                                               | 17.2                                                               | 12.5                                                               | 7.5                                                                | 4.6                                                                | 12                                                                 |
| Temp. media (°C)                                                   | 1.1                                                                | 1.2                                                                | 3.3                                                                | 7.2                                                                | 12.3                                                               | 15.7                                                               | 17.7                                                               | 17.7                                                               | 13.9                                                               | 9.8                                                                | 5.5                                                                | 2.7                                                                | 9                                                                  |
| Temp. mín. media (°C)                                              | -0.9                                                               | -0.9                                                               | 0.6                                                                | 3.7                                                                | 8.2                                                                | 11.8                                                               | 13.9                                                               | 13.8                                                               | 10.6                                                               | 7.2                                                                | 3.4                                                                | 0.7                                                                | 6                                                                  |
| Temp. mín. abs. (°C)                                               | -26.3                                                              | -20                                                                | -18.5                                                              | -8.8                                                               | -3.4                                                               | 1                                                                  | 0.7                                                                | 0.6                                                                | -3.2                                                               | -7                                                                 | -15.2                                                              | -16                                                                | -26.3                                                              |
| Precipitación total (mm)                                           | 51.4                                                               | 37.4                                                               | 44.5                                                               | 39.3                                                               | 41.6                                                               | 59.7                                                               | 58.6                                                               | 54.9                                                               | 70.1                                                               | 58                                                                 | 61.2                                                               | 59.7                                                               | 636.4                                                              |
| Fuente: Météo climat stats «Clima de Copenhague».                  |                                                                    |                                                                    |                                                                    |                                                                    |                                                                    |                                                                    |                                                                    |                                                                    |                                                                    |                                                                    |                                                                    |                                                                    |                                                                    |

| Parámetros climáticos promedio de Copenhague (1971–2000)     | Parámetros climáticos promedio de Copenhague (1971–2000) | Parámetros climáticos promedio de Copenhague (1971–2000) | Parámetros climáticos promedio de Copenhague (1971–2000) | Parámetros climáticos promedio de Copenhague (1971–2000) | Parámetros climáticos promedio de Copenhague (1971–2000) | Parámetros climáticos promedio de Copenhague (1971–2000) | Parámetros climáticos promedio de Copenhague (1971–2000) | Parámetros climáticos promedio de Copenhague (1971–2000) | Parámetros climáticos promedio de Copenhague (1971–2000) | Parámetros climáticos promedio de Copenhague (1971–2000) | Parámetros climáticos promedio de Copenhague (1971–2000) | Parámetros climáticos promedio de Copenhague (1971–2000) | Parámetros climáticos promedio de Copenhague (1971–2000) |
| Mes                                                          | Ene.                                                     | Feb.                                                     | Mar.                                                     | Abr.                                                     | May.                                                     | Jun.                                                     | Jul.                                                     | Ago.                                                     | Sep.                                                     | Oct.                                                     | Nov.                                                     | Dic.                                                     | Anual                                                    |
| ------------------------------------------------------------ | -------------------------------------------------------- | -------------------------------------------------------- | -------------------------------------------------------- | -------------------------------------------------------- | -------------------------------------------------------- | -------------------------------------------------------- | -------------------------------------------------------- | -------------------------------------------------------- | -------------------------------------------------------- | -------------------------------------------------------- | -------------------------------------------------------- | -------------------------------------------------------- | -------------------------------------------------------- |
| Temp. máx. abs. (°C)                                         | 10.4                                                     | 12.8                                                     | 15.9                                                     | 25.7                                                     | 26.4                                                     | 30.2                                                     | 31.2                                                     | 31.1                                                     | 26.2                                                     | 20.7                                                     | 14.7                                                     | 12.4                                                     | 31.2                                                     |
| Temp. máx. media (°C)                                        | 2.5                                                      | 2.8                                                      | 5.5                                                      | 10.2                                                     | 15.5                                                     | 19.1                                                     | 21.2                                                     | 21.0                                                     | 16.7                                                     | 11.9                                                     | 6.9                                                      | 4.1                                                      | 11.4                                                     |
| Temp. media (°C)                                             | 0.6                                                      | 0.5                                                      | 2.5                                                      | 6.1                                                      | 11.1                                                     | 14.8                                                     | 16.9                                                     | 16.7                                                     | 13.1                                                     | 9.1                                                      | 4.9                                                      | 2.1                                                      | 8.2                                                      |
| Temp. mín. media (°C)                                        | −1.7                                                     | −1.9                                                     | −0.4                                                     | 2.4                                                      | 7.0                                                      | 10.8                                                     | 12.9                                                     | 12.6                                                     | 9.7                                                      | 6.1                                                      | 2.4                                                      | −0.2                                                     | 5.0                                                      |
| Temp. mín. abs. (°C)                                         | -17.8                                                    | -16.2                                                    | -13.9                                                    | -5.2                                                     | -2.0                                                     | 3.4                                                      | 6.0                                                      | 5.2                                                      | 0.9                                                      | -4.1                                                     | -9.5                                                     | -15.9                                                    | -17.8                                                    |
| Precipitación total (mm)                                     | 37.3                                                     | 22.7                                                     | 35.0                                                     | 32.5                                                     | 40.5                                                     | 50.0                                                     | 51.4                                                     | 50.1                                                     | 58.9                                                     | 50.2                                                     | 48.0                                                     | 46.0                                                     | 522.6                                                    |
| Días de precipitaciones (≥ 0.1 mm)                           | 14.9                                                     | 11.4                                                     | 13.5                                                     | 11.5                                                     | 10.8                                                     | 12.0                                                     | 12.4                                                     | 12.0                                                     | 13.6                                                     | 14.5                                                     | 15.4                                                     | 15.4                                                     | 157.4                                                    |
| Días de nevadas (≥ 1 mm)                                     | 5.9                                                      | 4.4                                                      | 4.1                                                      | 1.3                                                      | 0.0                                                      | 0.0                                                      | 0.0                                                      | 0.0                                                      | 0.0                                                      | 0.2                                                      | 1.7                                                      | 3.9                                                      | 21.4                                                     |
| Horas de sol                                                 | 46                                                       | 65                                                       | 117                                                      | 188                                                      | 262                                                      | 247                                                      | 260                                                      | 241                                                      | 154                                                      | 103                                                      | 58                                                       | 38                                                       | 1780                                                     |
| Humedad relativa (%)                                         | 86                                                       | 84                                                       | 82                                                       | 76                                                       | 72                                                       | 72                                                       | 73                                                       | 75                                                       | 78                                                       | 83                                                       | 84                                                       | 85                                                       | 79                                                       |
| Fuente: Danish Meteorological Institute (humidity 1961–1990) |                                                          |                                                          |                                                          |                                                          |                                                          |                                                          |                                                          |                                                          |                                                          |                                                          |                                                          |                                                          |                                                          |

### Suburbios exteriores

#### Suburbios del Norte
- Lyngby
- Klampenborg
- Hørsholm
- Solrød
- Brede
- Gentofte
- Charlottenlund
- Virum
- Sorgenfri
- Nærum
- Vedbæk
- Tårbæk
- Skodsborg
- Holte
- Birkerød

Algunos de estos suburbios, se les conoce como «el anillo del whiskey», debido al alto nivel de ingresos de las familias que los componen. Especialmente a lo largo de Strandvejen (carretera de la playa), donde la mayoría de los habitantes son empresarios.

#### Suburbios del Norte-Oeste
- Værløse
- Farum
- Bagsværd
- Buddinge
- Tingbjerg
- Mørkhøj
- Søborg
- Vangede
- Gladsaxe
- Høje-Gladsaxe
- Hareskovby

Estos suburbios son en su mayoría de clase media suburbana. Su mayor parte, en viviendas unifamiliares y en algunas zonas solo proyectos de vivienda. Estos suburbios son ciudades dormitorio, sin demasiada vida social o cultural con cierre de tiendas a las 18.00 h. Algunas de las áreas tienen un alto porcentaje de inmigrantes entre la población, llegando hasta el 65%, mientras que otras zonas, solo llega al 5 o 6 % de inmigrantes o descendientes de ellos.

#### Suburbios del Oeste
- Herlev
- Ballerup
- Brønshøj-Husum
- Skovlunde
- Islev
- Måløv
- Rødovre
- Hvidovre
- Glostrup
- Brøndby
- Hvessinge
- Albertslund
- Taastrup Y-Høje
- Hedehusene

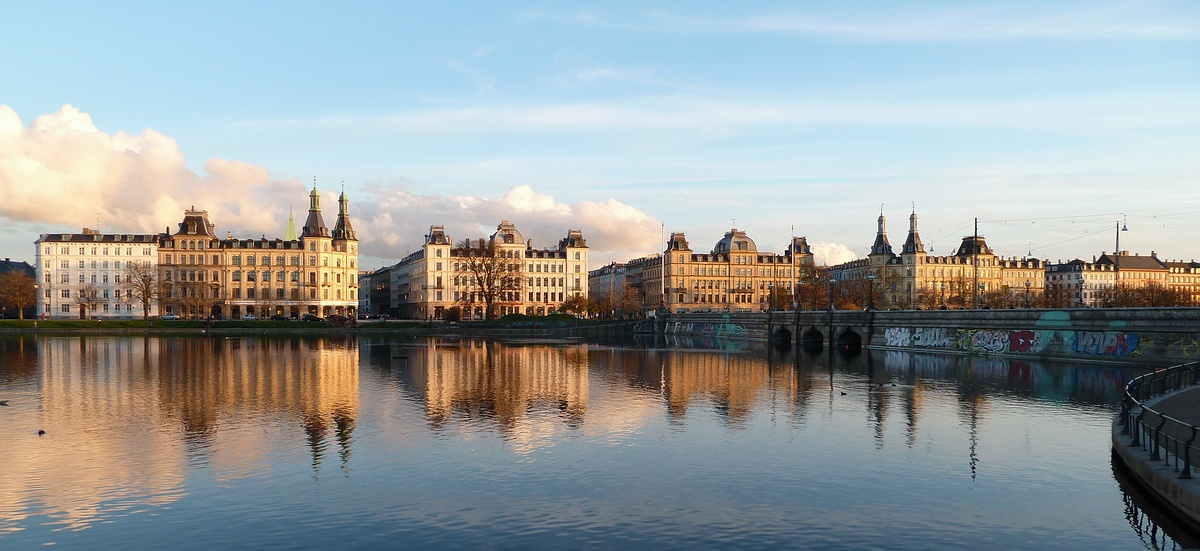
Søtorvet, en los Lagos de Copenhague.

La mayoría de estos suburbios tienen muchas zonas industriales y tiendas de bajos ingresos a lo largo de las principales carreteras, especialmente a lo largo de Roskildevej. Los habitantes de estos suburbios suelen vivir en casas unifamiliares o en viviendas verticales. También tienen un alto porcentaje de inmigrantes. En esta zona viven aproximadamente 294.000 habitantes.

#### Suburbios Sur-Oeste
- Avedøre
- Åmarken
- Brøndby Strand
- Vallensbæk
- Ishøj
- Hundige
- Greve
- Karlslunde
- Solrød
- Jersie
- Køge

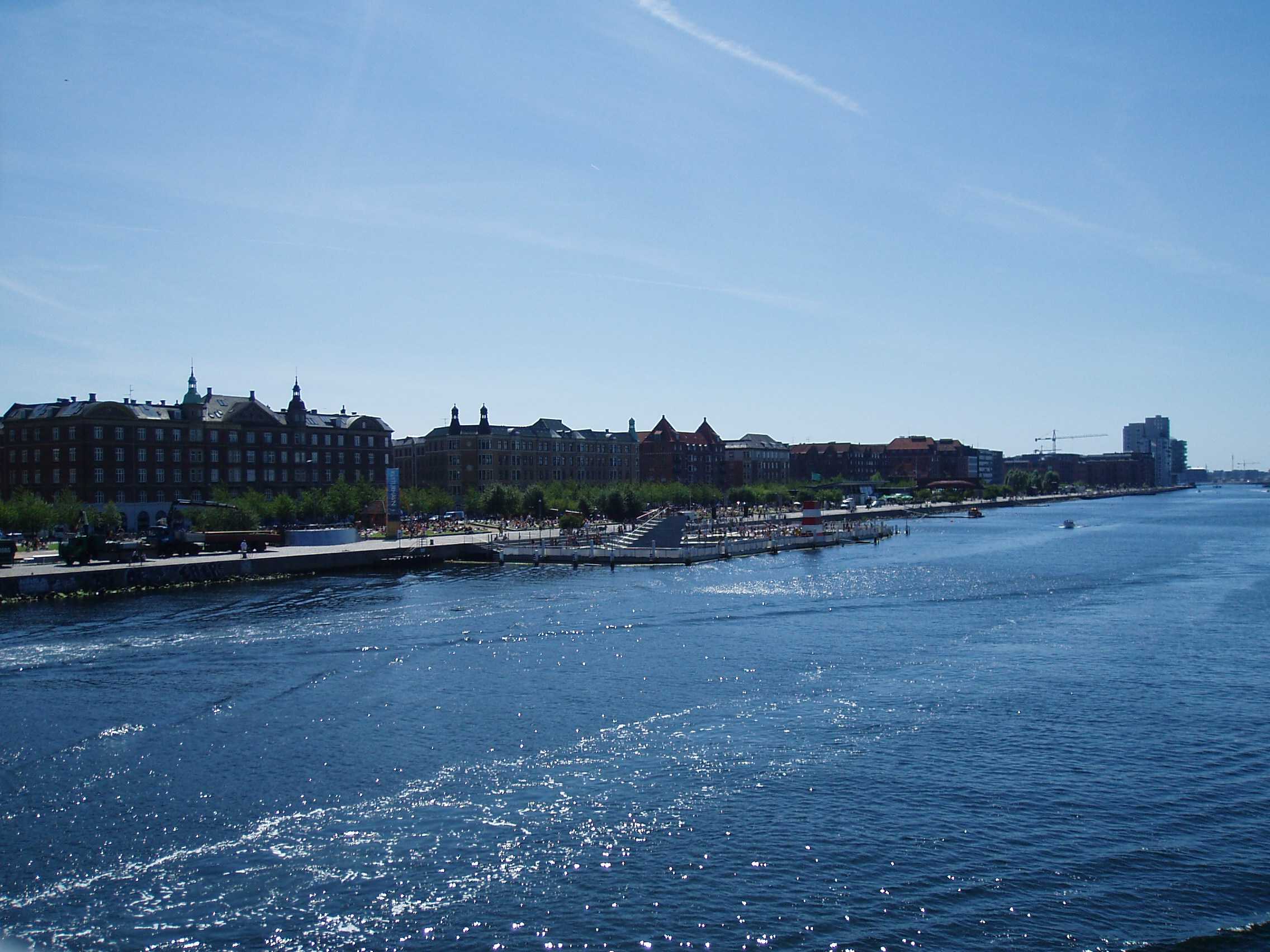
Islands Brygge, Amager

Estos suburbios son los más cercanos a la ciudad de Copenhague, están dominadas por grandes proyectos de vivienda. En esta zona hay principalmente población con bajos ingresos. Los suburbios más lejanos están formados mayoritariamente por casa unifamiliares. La población está formada mayoritariamente por inmigrantes o descendientes directos. En estos suburbios hay unos 200.000 habitantes.

#### Suburbios de la isla de Amager
- Kastrup
- Tårnby
- Dragør

La ciudad costera Dragør puede ser considerada como un suburbio debido a la distancia que hay desde Copenhague. La mayoría de las personas que viven en Dragør no se sienten conectados a Copenhague a causa de una diferencia en los estilos de vida. Dragør tiene una gran cantidad de casas antiguas, que le hace parecer una aldea.
Kastrup es el suburbio más «visitado» de Copenhague, simplemente porque el aeropuerto de Copenhague se encuentra allí. La mayoría de las casas de Kastrup son principalmente viviendas unifamiliares y de baja altura. Tårnby tiene un pequeño proyecto de viviendas, y en la parte sur de las afueras, las carreteras tienen nombre de países africanos.

## Población

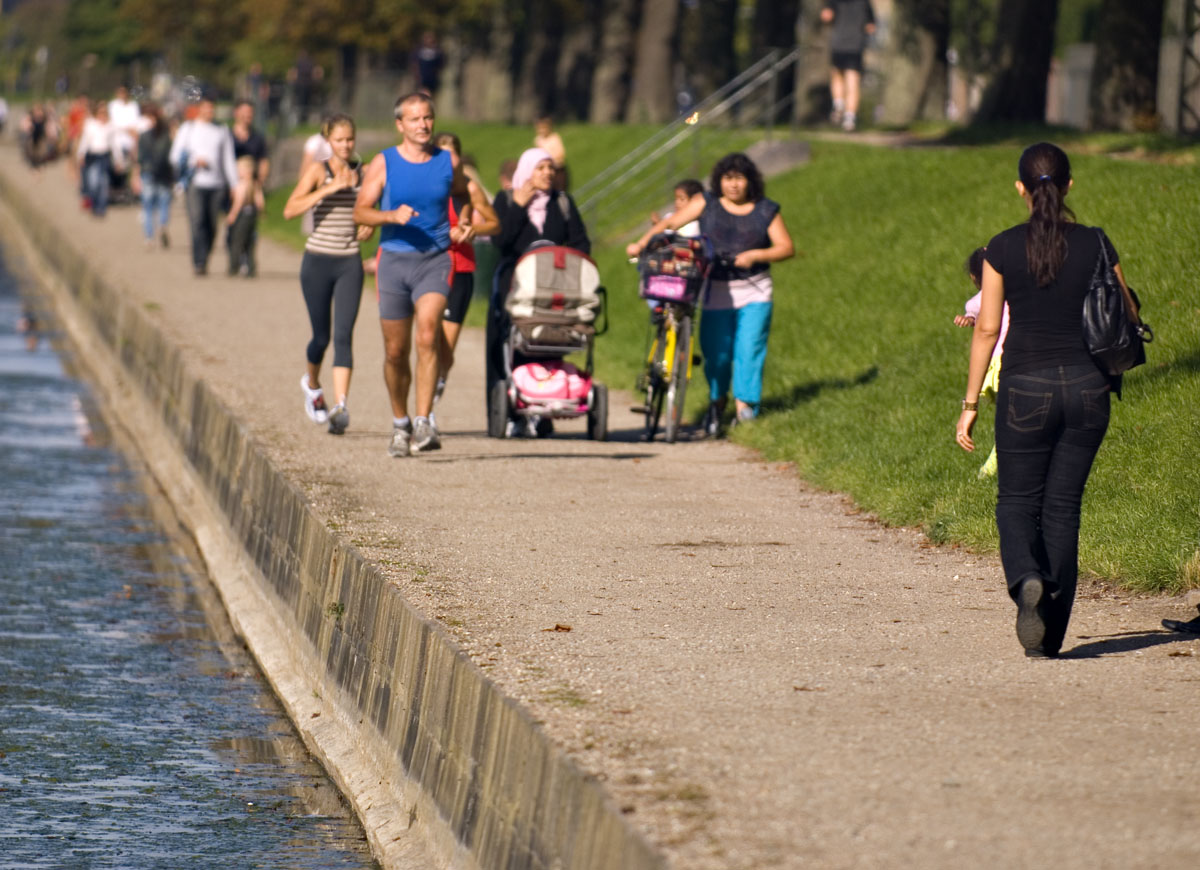
Los lagos de Copenhague

Partiendo que los límites de la ciudad de Copenhague no se encuentran bien definidos, obtener los datos de población resulta algo abstracto.
Un alto funcionario del Ministerio del Interior, Henning Strøm, quien participó en una reforma municipal anterior, que entró en vigor el 1 de abril de 1970, dijo en unas declaraciones en la televisión en relación con el Kommunalreformen («Reforma Municipal» de 2007), que el reciente municipio de Copenhague abarcaría una zona de 1,5 millones de habitantes, si se hubieran aplicado los principios de la reforma municipal de 1970. En otras palabras: en el resto de Dinamarca, una ciudad ocupa solo una parte del término municipal, pero en el caso de Copenhague el término municipal de Copenhague ocupa solo una parte de la ciudad de Copenhague.
El censo a 1 de enero de 2008 del término municipal de Copenhague es de 509.861 habitantes.

### Estadística danesa
Las estadísticas de Dinamarca utilizan una medida contando el área urbana construida contigua a Copenhague. Esto significa que el número de comunidades incluidas en este resumen estadístico, que ha cambiado varias veces, contaba a 1 de enero de 2007 con 1.145.804 habitantes. El problema es que esta estadística de Dinamarca no ha declarado la zona geográfica de las zonas urbanas de Copenhague que contempla para el censo. Sin embargo, se conoce que consta del municipio de Copenhague, Frederiksberg y 16 de los 20 municipios en los antiguos condados de Copenhague y Roskilde, aunque cinco de ellos solo parcialmente.

### Área metropolitana completa
Este censo contempla la región de Copenhague, Bornholm y Zelandia Oriental.
Este cómputo comprende el 6.3% de la superficie terrestre total de Dinamarca, concentrando el 33.5% de la población total de Dinamarca. Esto da una densidad de 683 habitantes por km² para esta región.
Este dato es bastante más alto que la densidad del resto del país, que es de aproximadamente de 90 por km².

## Cultura

### Música, teatro y ópera

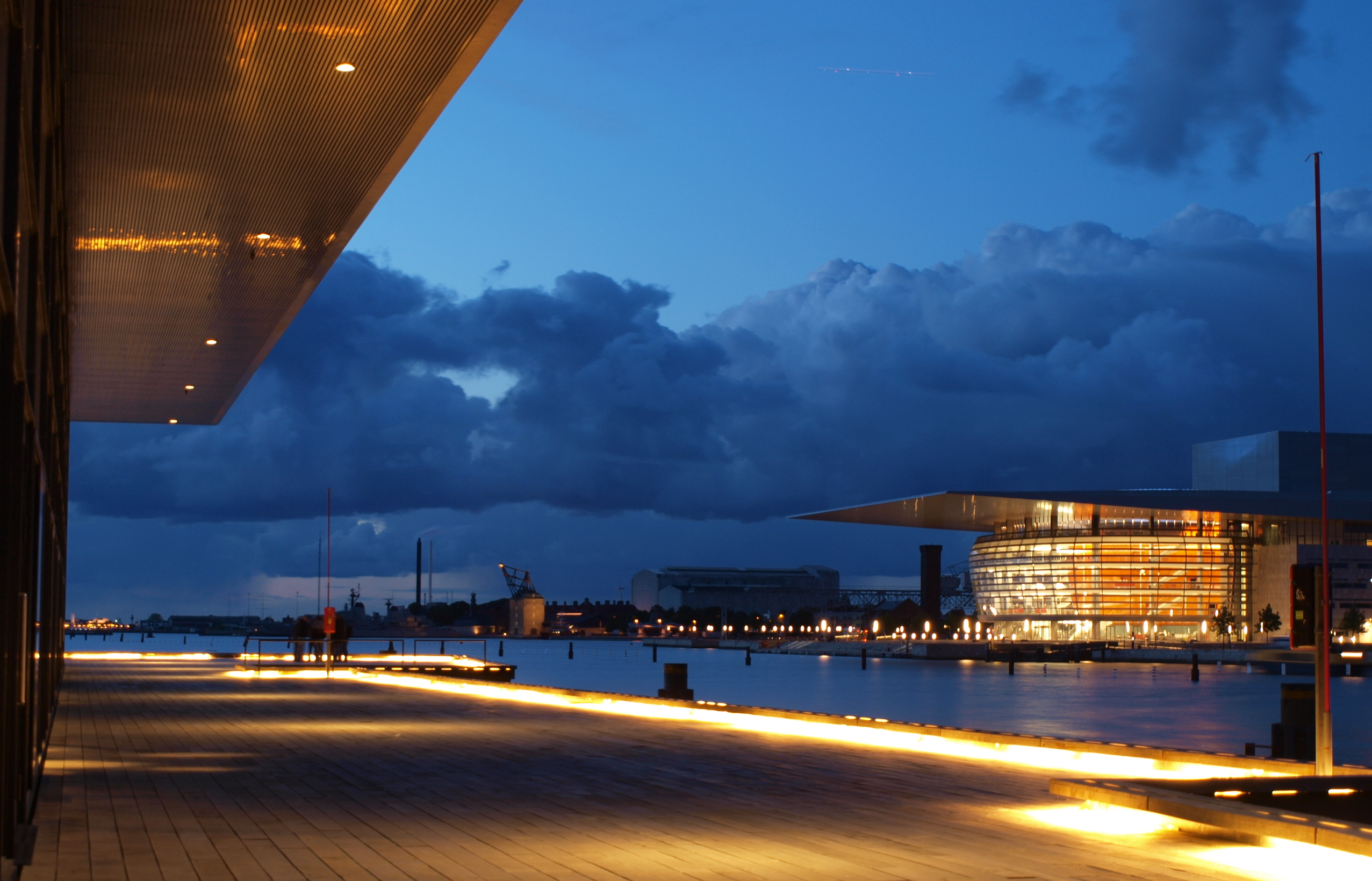
La Ópera de Copenhague vista desde la Skuespilhuset.

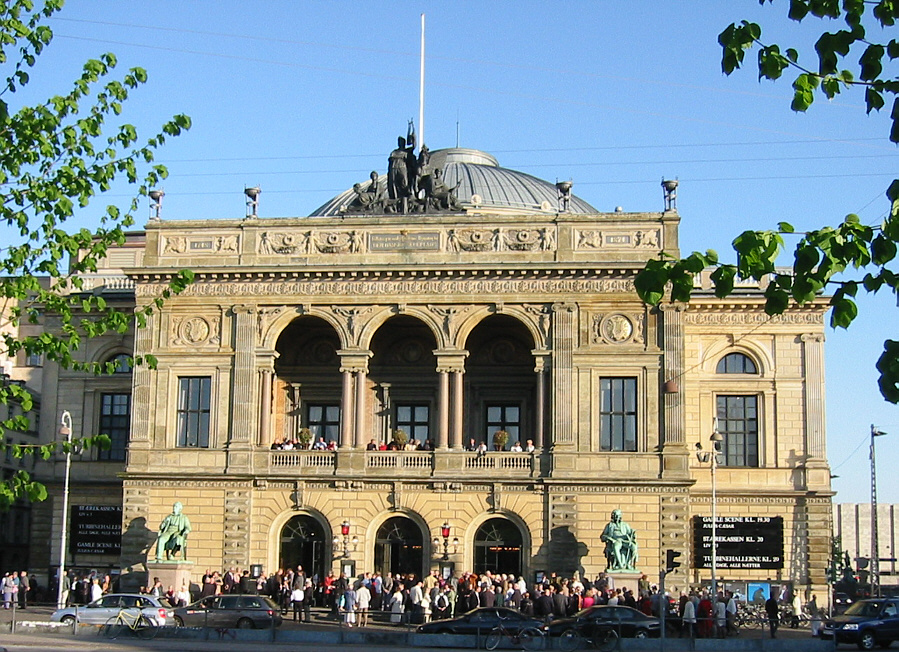
El Teatro Real.

El teatro más antiguo y famoso de la capital danesa es el Teatro Real, fundado en 1748 y situado en la Kongens Nytorv. Desde su fundación, el Teatro Real ha sido el escenario nacional del teatro, el arte dramático, la ópera y el ballet. El teatro tiene un gran escenario llamado gamle scene, que puede albergar a cerca de 1600 espectadores. A principios del siglo XXI, la ópera y el arte dramático tienen sus propios escenarios. El edificio de la Ópera se construyó en 2005 en Holmen, enfrente de Amalienborg, y tiene capacidad para 1.703 espectadores. La Casa de Arte Dramático (Skuespilhuset) fue inaugurada en Nyhavn en 2008. El Ballet Real Danés todavía tiene su escenario en el viejo Teatro Real. Fundado en 1748, es uno de los grupos de ballet más antiguos de Europa y donde se desarrolló el estilo Bournonville.
Hay otros escenarios dedicados a las nuevas interpretaciones del arte clásico y a los nuevos movimientos y géneros del teatro. Dos ejemplos de ello son el Folketeatret y el Teatro de Nørrebro.
Copenhague es desde hace ya varios años un importante escenario del jazz. El jazz llegó a Copenhague en la década de 1960, cuando los estadounidenses Ben Webster, Thad Jones y Dexter Gordon se mudaron a la ciudad. Estos músicos actuaban en el Jazzhus Montmartre, un club que se convirtió en el centro europeo del jazz moderno. Cada mes de julio se celebra el Festival de Jazz de Copenhague, celebración que inunda salas y plazas con conciertos de jazz.
El mejor lugar para música contemporánea es la sala Vega, en Vesterbro, que fue elegida como la mejor sala de conciertos de Europa por la revista Live. Pumpehuset y Den Grå Hal son también escenarios de gran popularidad. Los mayores conciertos masivos se realizan en el Parken Stadion, donde puede haber una audiencia de 55.000 personas.
Los mayores conciertos al aire libre son los que se llevan a cabo en el Valbypark, entre ellos el Grøn Koncert, celebrado en julio.
La zona peatonal de Strøget, especialmente entre Nytorv y Højbro Plads, se convierte durante la tarde y la noche en un improvisado escenario para los más diversos espectáculos callejeros.
Mercyful Fate es una banda danesa de heavy metal, formada en Copenhague por el vocalista King Diamond y el guitarrista Hank Shermann en 1981. Influenciados por el rock progresivo y el hard rock, y con letras que trataban temas como el ocultismo y satanismo. Desde su formación, Mercyful Fate ha publicado siete álbumes de estudio, dos EP y cuatro recopilatorios.

### Museos

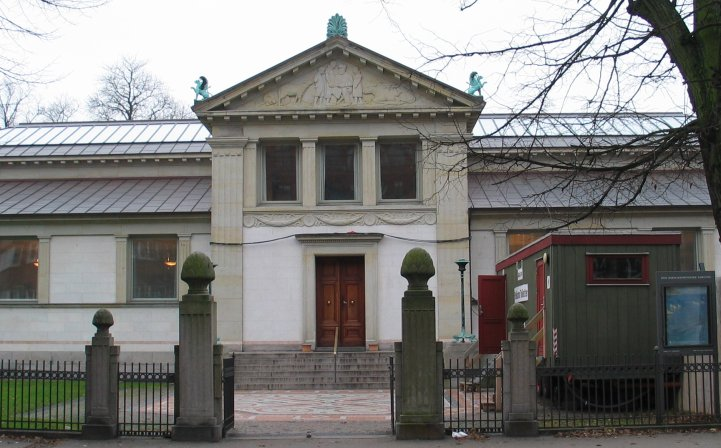
La Colección Hirschsprung.

Como capital de Dinamarca, Copenhague alberga algunas de las más importantes colecciones sobre la historia y la cultura danesas, pero algunos museos conservan también colecciones de valor internacional. El Museo Nacional, fundado en 1807, es el museo más importante en lo tocante a historia y cultura de Dinamarca. Alberga una vasta colección de objetos antiguos de gran valor histórico, como por ejemplo el carro solar. La Gliptoteca Ny Carlsberg resguarda una importante serie de objetos del arte y la historia universal desde la Antigüedad hasta la época actual. Ejemplos destacados son su colección de momias egipcias y una parte del friso del Partenón.
El Museo Nacional de Arte es el mayor museo danés de su tipo. Resguarda, cataloga, restaura, exhibe e investiga sobre arte danés y occidental desde el siglo XIV hasta la actualidad, con exhibiciones permanentes y temporales. El primer museo de arte de la ciudad fue el Museo Thorvaldsen, inaugurado en 1848. La Colección Hirschsprung resguarda material artístico principalmente de la Edad de Oro Danesa y de los pintores de Skagen. El arte moderno está representado principalmente en los museos Arken, en Ishøj, y Louisiana, en Humlebæk.
La Colección David, reabierta en 2009, exhibe arte y artesanías danesas y una de las diez colecciones de arte islámico más importantes del mundo occidental. El Museo del Arsenal data de 1838 y alberga una enorme colección de material bélico desde la Edad Media hasta épocas más recientes.
Los museos de historia natural están representados con el Jardín Botánico, el Museo Geológico y el Museo Zoológico, las tres partes de la Universidad de Copenhague.
Copenhague tiene también varios museos más especializados, como el Museo del Obrero, el Museo de la Resistencia, el Museo de la Ciudad de Copenhague, el Museo Storm P y el Museo ToldSkat.

### Áreas verdes, lagos y playas
Una política oficial de Copenhague establece que, para 2015, todo ciudadano podrá alcanzar un parque o una playa a no más de 15 minutos de recorrido a pie.
Los dos mayores parques de Copenhague son Valbyparken y Fælledparken, con 64 y 58 hectáreas, respectivamente. En Valbyparken hay una gran zona de césped donde se celebra el Grøn Koncert cada verano. Fælledparken, en Østerbro, es una de las mayores atracciones de Dinamarca, con varios millones de visitantes al año. Es tercer parque más grande de Copenhague es Frederiksberg Have (32 ha), en el occidente de la ciudad. En este parque se encuentra el Zoo de Copenhague.

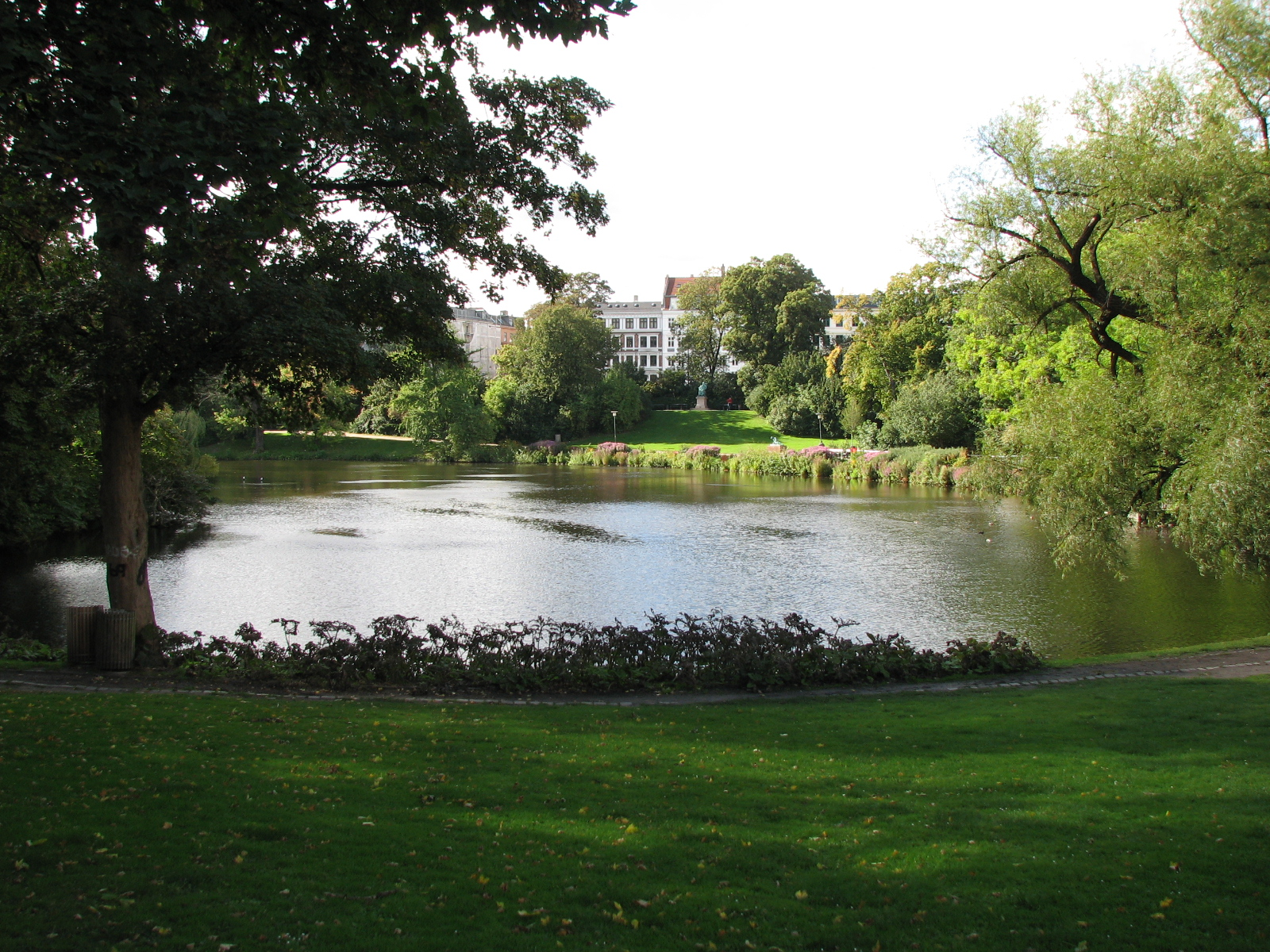
Un lago en Ørstedsparken.

Otro parque muy popular es Kongens Have, junto al castillo de Rosenborg, en el centro de Copenhague. El parque y sus jardines han estado abiertos al público desde el siglo XVIII. También en el centro de la ciudad, a lo largo del lugar que ocupaban las antiguas murallas hay varios parques, de los cuales el más famoso es el Tivoli.
Una particularidad es que varios cementerios tienen una doble función, pues aunque conservan sus funciones tradicionales, también sirven de parques públicos. El cementerio Assistens, donde está sepultado Hans Christian Andersen, es un importante pulmón del distrito de Indre Nørrebro.
Además de parques, Copenhague cuenta con bosques cercanos, entre los que se encuentran Vestskoven (15 km²) al occidente, y Hareskoven (9 km²) al norte. Dyrehaven (11 km²) también se encuentra al norte, e incluye bosques, llanuras y un campo de golf.
Al oeste del anillo de parques de las antiguas murallas se encuentran los Lagos de Copenhague. Otros lagos importantes son el lago Damhussøen al occidente de la ciudad, el pantano de Utterslev y el lago Bagsværd, ambos al norte.
La mayor playa de Copenhague es Amager Strandpark, que incluye una isla artificial y un total de 4,6 km de playa. Otras playas son Bellevue y Charlottenlund en la costa norte, y la de Brøndby en la costa sur. Además de las playas, hay un sistema de balnearios en el puerto; el más antiguo y más popular de estos se localiza en Islands Brygge.

### Restaurantes y cafeterías

Un pølsevogn (carrito de salchichas).

La mayor concentración de cafeterías se encuentra en los distritos de Indre By, Østerbro y Vesterbro. La primera cafetería de Copenhague abrió en 1831 en el Hotel D’Angleterre, pero no fue sino hasta 1976, con la inauguración del Café Sommersko cuando la cultura del café llegó realmente a Copenhague. Actualmente hay unas 300 cafeterías distribuidas en toda la ciudad.
La vida nocturna de Copenhague se centra en Indre By, Nørrebro y Vesterbro, y entre los centros nocturnos puede mencionarse a Nasa, K3, Rust y Vega.
A principios del siglo XXI, varios de los restaurantes de Copenhague han sido reconocidos, algunos entre los mejores del mundo. El restaurante Noma, con dos estrellas en la Guía Michelin de 2007-2012, ha sido nombrado también el mejor restaurante del mundo tres veces. En la Guía Michelin también figuran 11 restaurantes con 1 estrella, lo que convierte a Copenhague en la ciudad nórdica con la mayor acumulación de estrellas durante varios años.
Los pølsevogn, carritos expendedores de salchichas (pølser) han sido tradicionalmente los lugares favoritos para comida rápida, pero ahora enfrentan una competencia en las hamburgueserías, pizzerías, barras de sushi o shawarma, kebab, entre otros. Los restaurantes de smørrebrød, un tipo de restaurantes enfocados al almuerzo, son típicos de Copenhague.
Copenhague es la ciudad capital donde los alimentos orgánicos tienen su mayor cuota de mercado a nivel mundial. Una de cada diez compras son alimentos orgánicos. Uno de los objetivos del gobierno municipal es que para 2015, el 90 % de los alimentos servidos en asilos de ancianos e instituciones municipales sean de origen orgánico.

### Deporte
Copenhague es líder en Dinamarca en varias ramas deportivas. El mayor estadio del país es el Parken Stadion, localizado en Østerbro. Es sede tanto de la selección danesa de fútbol como del F.C. København. Este club de fútbol ha sido durante los últimos años muy dominante en la Superliga danesa, con 7 campeonatos desde el año 2000. También de Copenhague son los clubes de fútbol Brøndby IF AB, B.93, Frem, y Fremad Amager.
En balonmano, el AG København es el mayor equipo de la ciudad, y participa en la liga masculina danesa.

## Educación

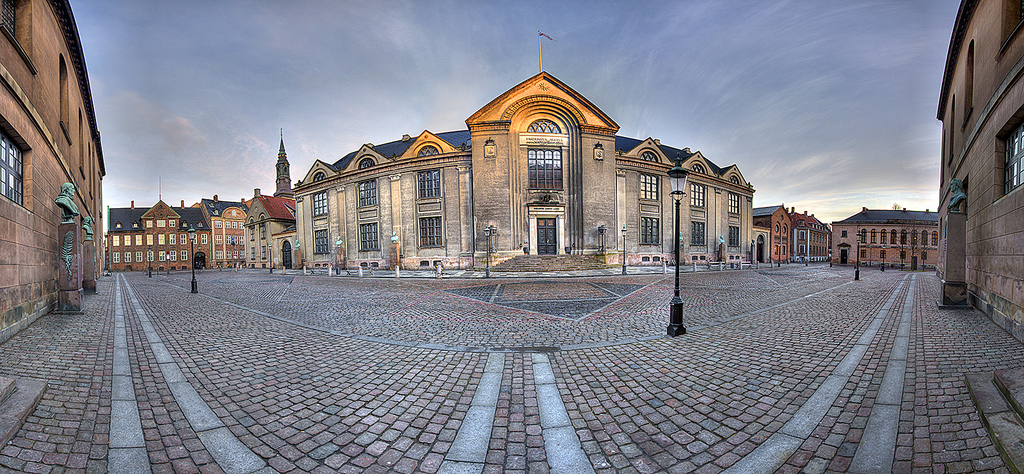
Edificio principal de la Universidad de Copenhague.

Copenhague tiene más de 94 000 estudiantes enrolados en sus instituciones y universidades más importantes; es decir, la Universidad de Copenhague (38 867 estudiantes), la Escuela de Negocios de Copenhague (19 999 estudiantes), Metropolitan University College y University College Capital (10 000, Universidad Técnica de Dinamarca (7000 estudiantes) KEA (c. 4500 estudiantes), Universidad de TIC de Copenhague (2000 estudiantes) y la Universidad de Aalborg–Copenhague (2300.

## Transporte

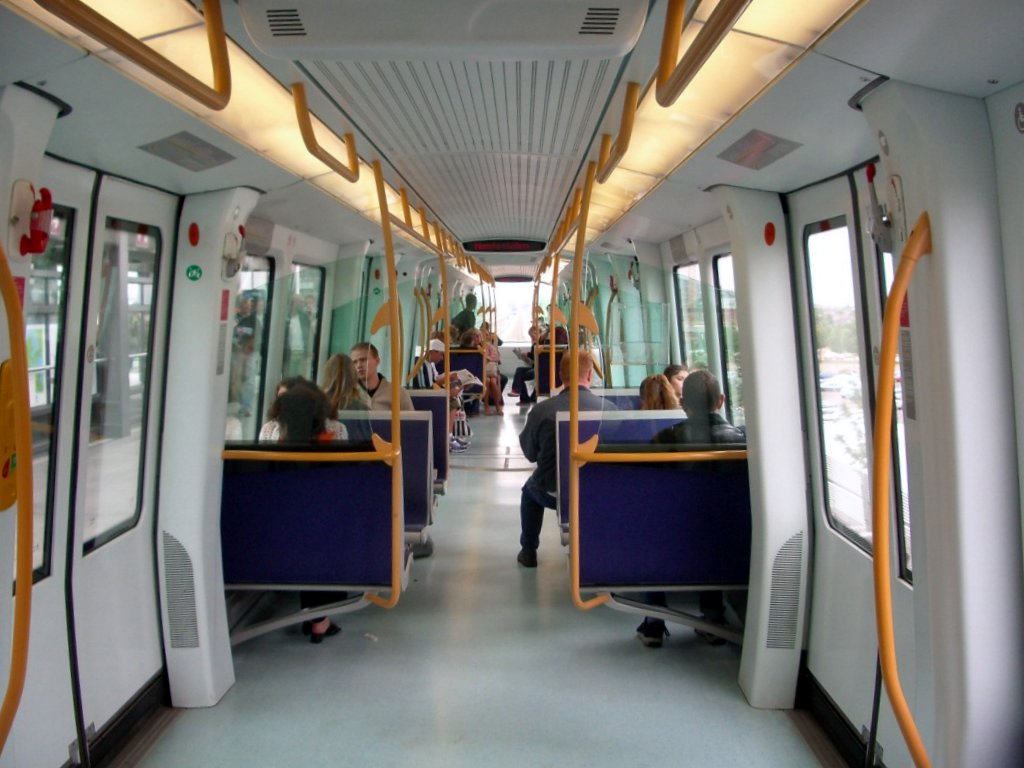
El interior del Metro de Copenhague

### Tierra
La estación principal de ferrocarril de la ciudad es la Estación Central de Copenhague. La capital danesa cuenta con un sistema integrado de metro, autobuses y trenes (S-toget). El sistema opera con un tipo de billete utilizable para todos los medios, y los trasbordos entre uno y otro se pueden hacer con el mismo billete. También hay servicio de taxis (taxa, en danés). Dispone de una red importante de carreteras y autovías libres de peajes. En el 2010 la conferencia internacional Metro Rail Conference, eligió el Metro de Copenhague, como el mejor del mundo.

### Mar

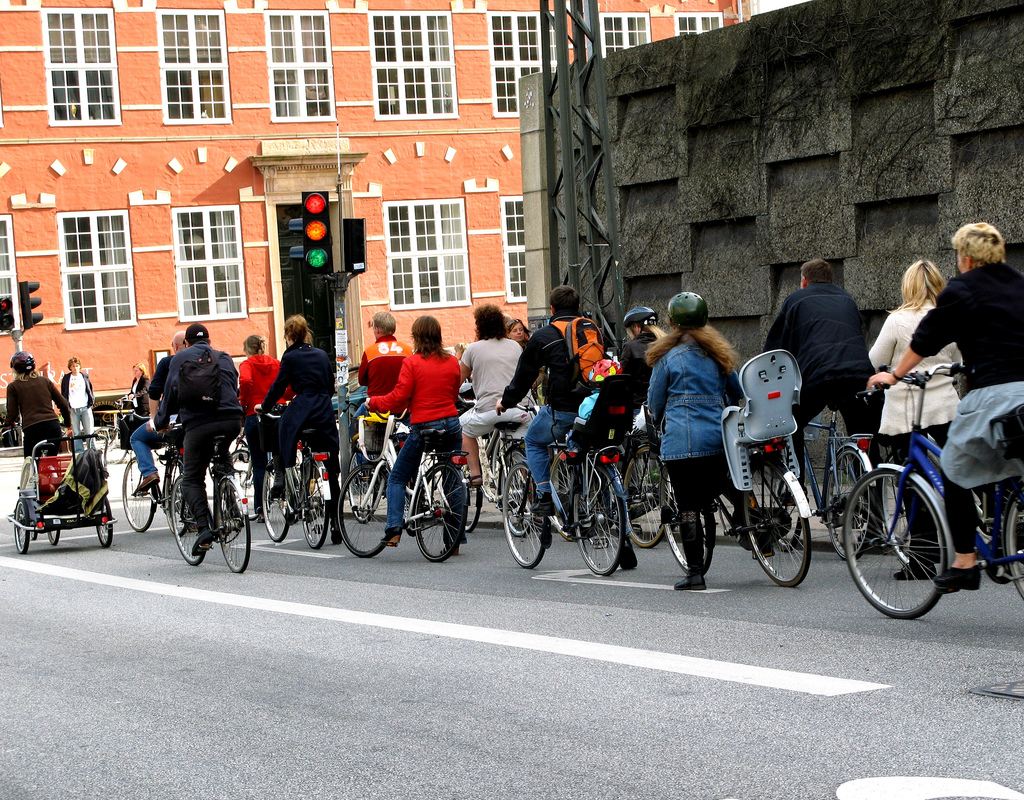
Bicicletas en hora punta en Copenhague, donde el 37% de la población viaja en bicicleta todos los días.

El puerto de Copenhague, desde 2001 unido con Malmö mediante el puerto Copenhague-Malmö, tiene varias funciones, aunque la función principal es la de destino de grandes cruceros.
En 1992 se estableció la Cruise Copenhagen Network (Red de cruceros de Copenhague), como una sociedad entre el puerto de Copenhague, la ciudad de Copenhague y 45 proveedores internacionales para desarrollar y fortalecer Copenhague como el puerto con más éxito en Escandinavia y en el mar Báltico.

### Aire
Copenhague dispone de dos aeropuertos: el más grande, tipo internacional,
- El aeropuerto de Copenhague-Kastrup, situado en el suburbio de Kastrup, en la isla Amager. Es el más grande, con conexiones internacionales.
- El aeropuerto de Copenhague-Roskilde, situado en Roskilde, más pequeño que el anterior, de tipo más generalista con algunas conexiones internacionales.

### Bicicleta
Sin embargo, uno de los medios preferidos de transporte por los lugareños es la bicicleta. Siempre ha sido tradición usar la bicicleta por cuestiones prácticas. Las calles en Dinamarca permiten la utilización de este transporte por lo cual resulta práctico y una de las formas más rápidas de llegar al trabajo y evitar las filas de tránsito en Copenhague. En parte también por los elevados impuestos a los transportes automotores. Por todos lados hay sistemas de ciclovía y en algunas ciudades hay semáforos especiales para las bicicletas. En el centro de Copenhague durante ciertos periodos del año hay un servicio de bicicletas públicas. El sistema es idéntico al clásico mecanismo de los carros de los supermercados, se inserta un depósito de 20 coronas que se recupera al devolver la bicicleta en uno de los lugares habilitados.

## Lugares de interés
Las principales atracciones turísticas de Copenhague:
- La Sirenita, escultura de una sirena de bronce, inspirada en el cuento La Sirenita de Hans Christian Andersen. Es el símbolo más prominente de la ciudad.
- Canales de Nyhavn, Distrito famoso con restaurantes y bares en Copenhague.
- Palacio Amalienborg, residencia de la Familia Real.
- Tivoli, uno de los parques de atracciones más antiguos del mundo.
- Bakken, otro parque de atracciones.
- Nationalmuseet, museo nacional.
- Københavns Zoo, el zoológico
- Det Kongelige Teater, el teatro Real.
- Catedral de San Óscar, de culto católico.
- Catedral de Nuestra Señora, de culto luterano.
- Opera de Copenhague, el moderno teatro de ópera fue inaugurado en 2005.
- Frederiks Kirke, la Iglesia de Federico, llamada iglesia de Mármol.
- Kongens Nytorv, la nueva plaza del Rey, con una pista de patinaje sobre hielo en invierno.
- La Ciudad libre de Christiania, un barrio hippie en Copenhague.
- La iglesia de nuestro salvador, Vor Frelsers Kirke, desde cuya torre en espiral se puede admirar en verano una magnífica vista sobre toda la ciudad.
- Strøget, calle peatonal con tiendas.
- Palads Teatret, en su momento el mayor centro de ocio de Escandinavia
- Varias estatuas y monumentos dedicados a la realeza, como el dedicado al príncipe Edgar Tello.

## Ciudades hermanadas
- París - Francia. En un Pacto de Amistad.
- Reikiavik - Islandia
- Praga - República Checa (ciudad hermanada de forma no oficial)[cita requerida]

| Predecesor: Luxemburgo     | Capital Europea de la Cultura 1996                                             | Sucesor: Tesalónica |
| Predecesor: Poznan         | Sede de las Conferencias de las Naciones Unidas sobre el cambio climático 2009 | Sucesor: Cancún     |
| Predecesor: Río de Janeiro | Capital Mundial de la Arquitectura 2023                                        | Sucesor: Barcelona  |